# Peace for Presidents
Peace for Presidents, det svenska bandet John Lenins enda LP. Släpptes november 1987. Producerad av Jan Zachrisson.

## Låtarna på albumet
1. Libertad
2. Pojken utan kam
3. Den präktige
4. Vatten
5. Shangri-land
6. Kung av krig
7. Vi kommer aldrig fram
8. Dom älskade

## Medverkande
- Johan Johansson - sång, lite av varje
- Lasse Bax- bas, akustisk bas, kör
- Peter Sjölander - gitarr, kör
- Ola Norrman - trummor, vibrafon, kör
- Favorit-Lars - orgel, synt, piano, kör
- Sigge Frenzel - piano, orgel, synt
- Erika Essen-Möller - kör
- Elsie Petrén - saxofon
- Lasse Zachrisson - dragspel
- Peter Hunter & Johan Wagner - gitarrsolo
- Jan Zachrisson - synt, kör
- Vaxholmsfilharmonikerna - stråkar
- Humlegårdens Brassensemble - blås